# Stylaria
Stylaria (Stylaria lacustris (Linnaeus, 1767)) – gatunek wolno żyjącej wodnej pierścienicy z rodziny Naididae z podgromady skąposzczetów. Zwierzę można łatwo rozpoznać po długim, skierowanym do przodu czułku znajdującym się na główce.

## Rozmieszczenie
Stylaria jest rozpowszechniona w Europie, Afryce, Azji, Ameryce Północnej, Ameryce Południowej i Australii. W Polsce jest liczna w całym kraju, również na wybrzeżu Bałtyku.

## Występowanie
Stylaria zamieszkuje wody słodkie płynące i stojące. Występuje też na wybrzeżu Bałtyku w wodzie o zasoleniu do 7,5‰.
Można ją spotkać na roślinach lub pływającą wśród nich w planktonie. Występuje też na dnie lub w mule.

## Budowa
Stylaria, podobnie jak inne skąposzczety, ma ciało wydłużone. Zbudowane jest ono z około 15-30 segmentów. Według części źródeł osiąga długość do 18 mm, według innych ok. 10 mm, natomiast łańcuszek osobników tworzący się podczas rozmnażania się bezpłciowego ok. 15 mm.
Zwierzę jest przejrzyste, koloru brunatnawego
Pierwszych 5 segmentów oraz ostatni są wyspecjalizowane, pomiędzy nimi znajduje się nieokreślona liczba pozostałych segmentów.
Stylarię można łatwo rozpoznać po bardzo długim, skierowanym do przodu czułku, znajdującym się na płacie głowowym (główce). Wyrostek ten jest bardzo ruchliwy. Nosi on nazwę proboscis. Znajduje się na prostomium. Prostomium jest to pierwszy segment ciała pierścienic (płat przedgębowy, akron).
U stylarii na prostomium umieszczona jest też zwykle para plamek ocznych (oczy).
Prawie na każdym segmencie z wyjątkiem pierwszego (drugiego) i ostatniego ma pęczki szczecin:
- 2 grzbietowe, każdy zawierający po 1-3[11] szczeciny włosowate[4] i 3-4[11] igłowate[4].

Szczeciny włosowate wystają na boki, są bardzo długie. Pęczki grzbietowe występują na segmentach od VI do przedostatniego.
- 2 brzuszne, w każdym po 4-14[11] szczecin wygiętych podwójnie (esowato)[4][11], dwuząbkowych (widełkowatych[3])[4].

Te są znacznie krótsze. Pęczki brzuszne występują na segmentach od II do przedostatniego.
Ponadto na segmencie VI zwierzę ma dwie pary szczecin przekształcone w prącie.

## Rozmnażanie się
Stylaria wytwarza w ciągu roku kilka pokoleń bezpłciowych (rozmnażających się bezpłciowo) i jedno pokolenie płciowe (rozmnażające się płciowo).

### Bezpłciowe
Przez większą część roku stylaria rozmnaża się bezpłciowo, przez podział poprzeczny. Osobniki bezpłciowe żyją około 1 miesiąca.
Tą drogą wytwarzanych jest kilka pokoleń rocznie. Osobniki bezpłciowe dzielą się poprzecznie na dwa lub więcej potomnych, tworzących początkowo łańcuszek (kolonię zooidów), który następnie rozpada się na pojedyncze osobniki. 

### Płciowe
Ostatnie pokolenie powstałe w wyniku podziału rozmnaża się płciowo. Ma to miejsce jesienią. Osobniki płciowe żyją 1–2 miesiące. Wytwarzają na V–VII segmencie siodełko. Otoczone śluzem kokony z jajami przyczepiają do roślin. Kokony te zimują.

## Tryb życia
Stylaria jest zwierzęciem bardzo ruchliwym, sprawnie pływa wykonując wężykowate ruchy.
Odżywia się zielenicami, okrzemkami i detrytusem. Zielenic, w przeciwieństwie do okrzemek, niemal nie przyswaja, ale pobiera je w większej ilości i być może rekompensuje w ten sposób słabsze przyswajanie.
Ma zdolność do regeneracji nawet kilkudziesięciu procent ciała.